# Ernst Mayer (Bildhauer)

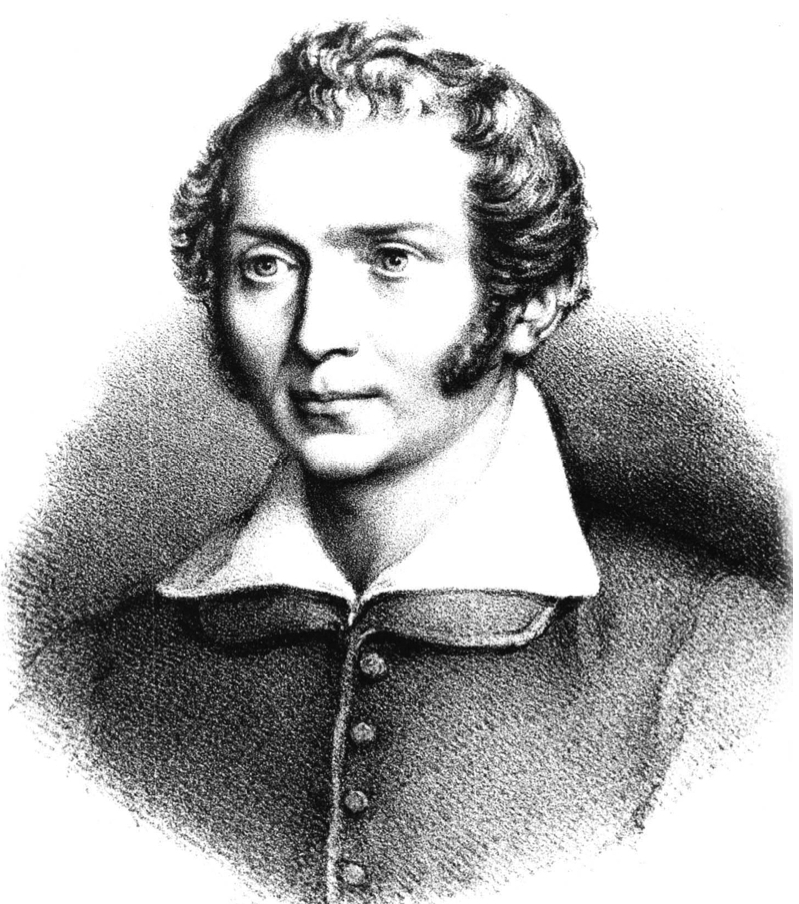
Ernst Mayer, um 1835

Ernst Mayer (* 24. Juni 1796 in Ludwigsburg; † 21. Januar 1844 in München) war ein deutscher Bildhauer des Klassizismus. Er gehörte zum Kreis der Schüler von Antonio Isopi und der Mitarbeiter von Leo von Klenze. Er wirkte hauptsächlich in München, wo er seit 1830 als Professor an der Polytechnischen Schule lehrte und arbeitete.

## Leben

### Herkunft und Werdegang

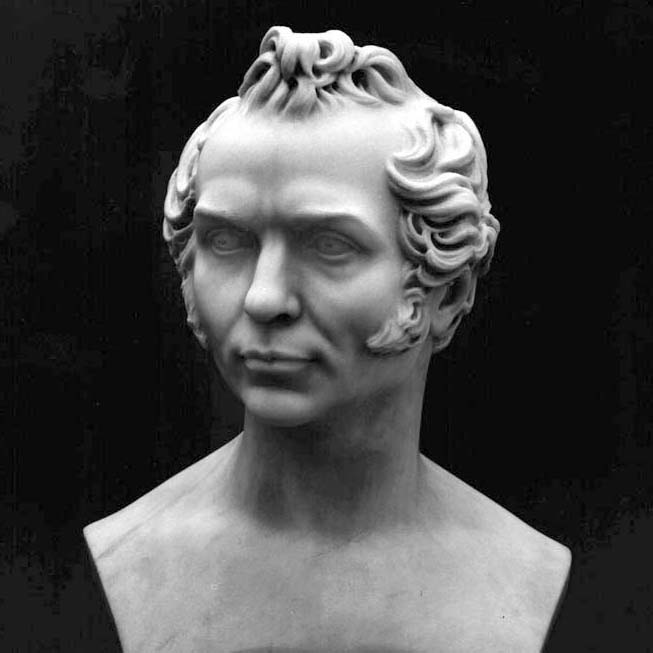
Ernst Mayer (Büste von seinem Schüler und Nachfolger Johann von Halbig)

Mayer war das neunte Kind des Strumpfwirker-Fabrikanten Johann Ernst Mayer (1754–1812) aus Göppingen und seiner Frau Christina Dorothea geb. Buck (1752–1813). Er besuchte von 1802 bis 1810 die Grundschule (Pagerie) im Schloss Ludwigsburg, wo sein Vater Johann Ernst Mayer seit den 1790er Jahren Oberhof- und Gartenaufseher beim Herzog und späteren König Friedrich I. von Württemberg war. Dieser gab seinen Sohn Ernst 1810, bei Eröffnung des „Instituto delle belle arti di Ludwigsburg“, in die Lehre des Bildhauers Professore Antonio Cavaliere Isopi. Bei ihm lernte Ernst Mayer neben dem „Handwerk“ des Bildhauers, Metallgießers und Ornamentisten auch Italienisch, was ihm bei seinem späteren Aufenthalt in Rom zugutekam.
Ernst Mayer schloss die Ausbildung am 10. April 1813 ab und arbeitete anschließend bis 1819 für Isopi in der Kunstschule in Ludwigsburg und als Modellbauer im Eisen-Hüttenwerk in Wasseralfingen, wo Isopis Kolossalfiguren Löwe und Hirsch aus Eisenkunstguss entstanden – sie sind noch heute vor dem Neuen Schloss in Stuttgart zu sehen.

### Restaurator und Schöpfer eigener Werke in München und Rom

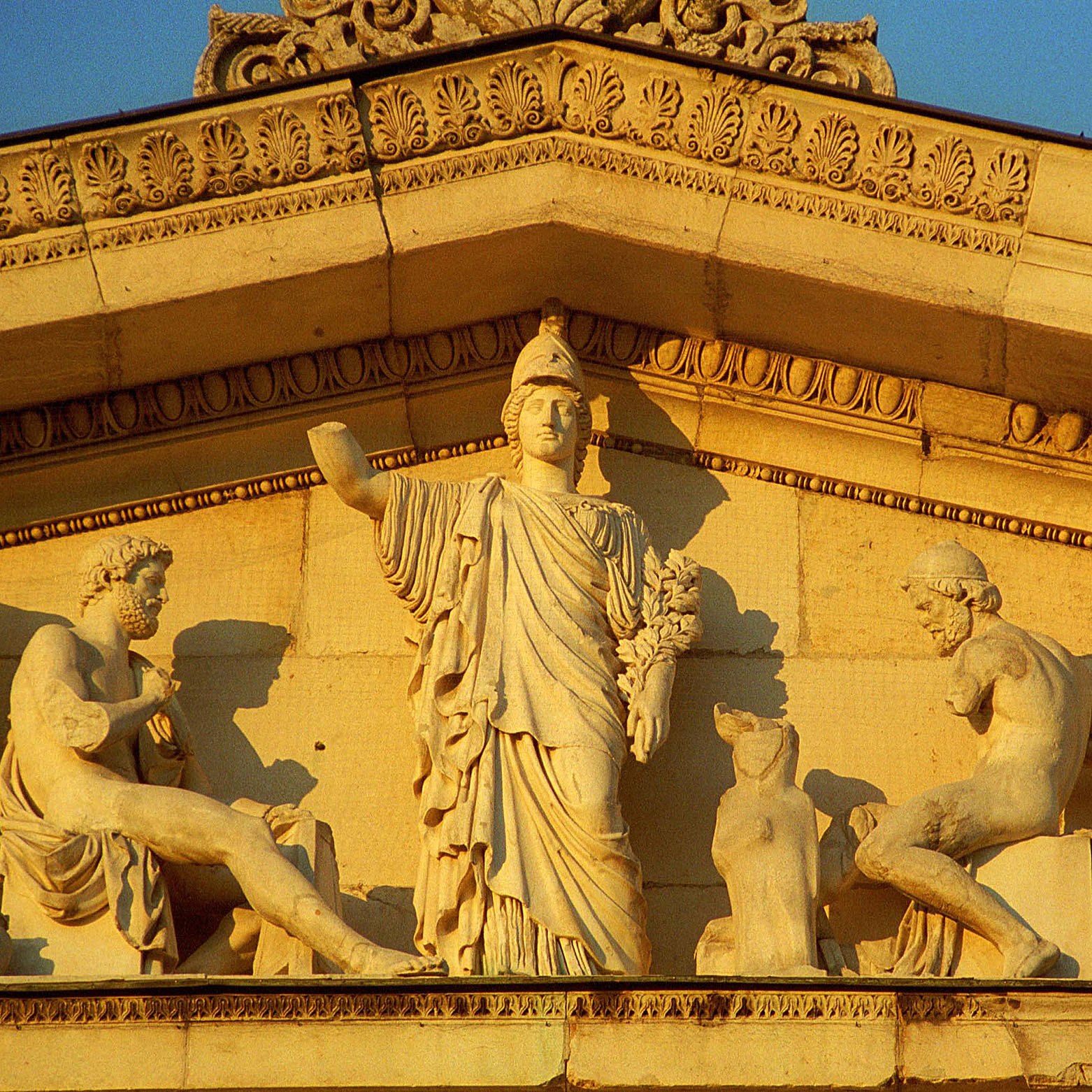
Giebel der Glyptothek

1818 holte Leo von Klenze den zweiundzwanzigjährigen Ernst Mayer zusammen mit seinem Lehrmeister Isopi nach München und beschäftigte ihn in seiner Werkstatt. Zugleich eingeschrieben in das Matrikelbuch der Akademie der Bildenden Künste in München
(Nr. 00487). Zwischen 1818 und 1820 restaurierte Mayer, zunächst mit, später ohne seinen Lehrer Isopi, Antiken für die Glyptothek. Daneben fertigte er auch Stuckmodeln für die Decke in Klenzes Reitsaal und Gussformen für Johann Martin von Wagners Modelle des Portal- und Fassaden-Schmucks. Wagners Modelle nach Klenzes Kentauromachie-Skizze (Kampf mit den Lapithen) für die Rundbogen-Zwickel des Portals der neuen Reitschule (Marstall München, ehemalige Hofreitschule) wurden in Marmor ausgeführt: das linke von Johann Nepomuk Haller und das rechte von Giuseppe Lazzarini.
Von 1821 bis 1825 weilte Mayer in Rom und arbeitete dort wieder für Johann Martin von Wagner, den Antiken-Einkauf-Agenten des Kronprinzen, seit 1825 König Ludwig I., und war zugleich im Atelier von Bertel Thorvaldsen beschäftigt. Hier fertigte Mayer nach Entwurf Johann Martin von Wagners die am Portaleingang zu findenden ersten zwei großen Marmor-Reliefs des 85 m langen umlaufenden Frieses in der Walhalla: zunächst die „Aurora“ und dann den „Beginn des Auszugs der Germanen aus dem Kaukasus“. Gleichfalls für die Walhalla schuf er im Auftrag Ludwigs in Rom 1824 die Büste des Mainzer Kurfürsten und Erzkanzlers Berthold von Henneberg. Auch am Grabmal des 1824 verstorbenen Napoleon-Stiefsohns Eugène de Beauharnais (Herzog von Leuchtenberg), das nach Klenzes Entwürfen und Thorvaldsens eigenem Modell von Thorvaldsen geschaffen wurde, wirkte Mayer mit. Die zwei Genien am Sockel sind von Mayer.
Bei einem Rombesuch des 14-jährigen bayerischen Kronprinzen Max, des späteren Königs Max II., fungierte Mayer als Cicerone (Fremdenführer) und erhielt als Dankgeschenk bei einer persönlichen Einladung von König Ludwig ins Schloss Nymphenburg im Frühjahr 1826 ein wertvolles Porzellan-Service.
Nach seiner Rückkehr nach München arbeitete Ernst Mayer erneut von 1826 bis 1830 in der Glyptothek, wo er ebenfalls mit der Restaurierung von Antiken beschäftigt war. Anschließend schuf er für die Außenfassade der Glyptothek insgesamt neun Giebelfeldfiguren, darunter drei antike Künstler, welche die drei Arten der Bildhauerkunst, die Mayer selbst ausübte, repräsentieren, nämlich den Modellierer (Koroplastes, in der Abb. links), den Erzgießer (Statuarius, in der Abb. rechts) und den Steinbildhauer (Sculptor) mit Selbstporträt-Kopf, der bei einem Fliegerangriff im Zweiten Weltkrieg verloren ging.
Es ist kennzeichnend für die damaligen Verhältnisse im Kunstbetrieb, dass eine Reihe von Werken, die Ernst Mayer geschaffen hat, anderen Künstlern zugeschrieben wurden. So ist es oft nur aus zeitgenössischen Dokumenten zu erschließen, welchen Anteil Mayer an den zahlreichen im „Team“ entstandenen Kunstwerken hatte – in der Abfolge von Entwurfsskizze und dann erst seiner Werkzeichnung, seinem eigenen Modell und schließlich seiner Bearbeitung des von ihm selbst erworbenen und herangeschafften Steins zum „Original“. Auch haben beispielsweise schon die Entwurfsskizzen von Leo von Klenze für viele von Ernst Mayer in Holz ausgeführte Bildhauerarbeiten an zahlreichen Möbeln in den Königszimmern der Münchner Residenz große Ähnlichkeit mit Entwürfen der napoleonischen Stardesigner Charles Percier, bei dem Klenze in Paris Schüler war, und dessen Freund und Kollegen Pierre-François-Léonard Fontaine.

### Professor in München

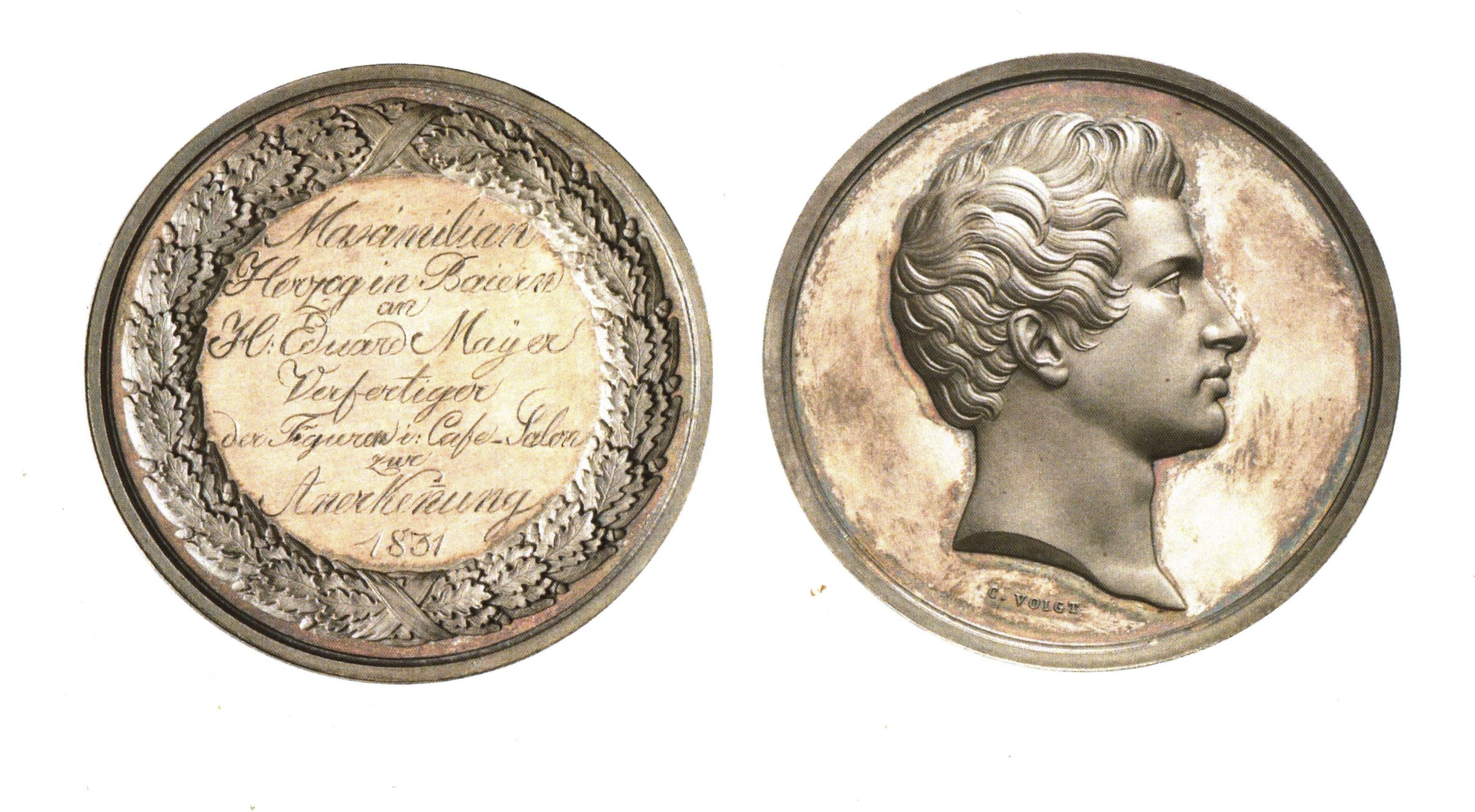
Medaille für Ernst Mayer von 1831 zur Anerkennung für die künstlerische Gestaltung des Cafe-Salons im Herzog Max-Palais, dem sog. Mayer-Saal, hier unter dem falschen Vornamen Eduard; der richtige Vorname Ernst erscheint in „Der Bayerische Volksfreund“, 8. Jahrg. Nr. 65, vom 22. Oktober 1831 – [https://books.google.de/books?id=obVDAAAAcAAJ&pg=RA1-PA263&lpg=RA1-PA263&dq=Ernst+Mayer,+Bildhauer&source=bl&ots= l DZ2h kk&sig=eHv6w3QcJbWTJAOB-TD0Mg2oFts&hl=de&sa=X&ved=0CEcQ6AEwCDg8ahUKEwi58LfzxKPIAhWCDSwKHQXYBa0#v=onepage&q=Ernst%20Mayer%2C%20Bildhauer&f=false hier

1830 wurde Mayer zum Professor für „Bossierkunst“ an der polytechnischen Schule in München ernannt. Jetzt konnte er seine langjährige Verlobte Amalie Burgett (1804–1880), eine Enkelin des Stuttgarter Ministers Carl Friedrich August von der Kettenburg (1735–1809), heiraten und eine Familie gründen. Aus der Ehe gingen ein Sohn und drei Töchter hervor.
In den Jahren bis zu seinem frühen Tod war Mayer auf den verschiedensten Gebieten der Bildhauerkunst tätig, darunter auch im Möbelbau. 1831 erhielt Mayer unter dem falschen Vornamen Eduard eine Anerkennungsmedaille des Herzogs Max in Bayern für die „Verfertigung von Figuren im Café-Salon“ von dessen Münchener Palais.
Polymechanos Ernst Mayer war nicht nur mit der Bildhauerei, sondern auch mit der Logistik des Marmorbruchs und des Transports von rohem Marmor wie von fertigen Kunstwerken mit Pferdefuhrwerken über die Alpen befasst. Er erfand auch eine spezielle Kunstmühlenmechanik für die 1837 erworbene Untere Mühle an der Singold, 1279 erstmals erwähnt, und dann die Roggenmühle in Bobingen.
Für die zwei Mühlen in Bobingen wurde seine Witwe Amalia Mayer 1844 zur Witwenversorgung von der Gemeinde als Mühlenbesitzerin anerkannt. Eine weitere Mühle im jetzt zu Aichach gehörigen Algertshausen wurde dazu erworben, die heute noch bestehende Aktien-Kunstmühle an der Paar. Diese betrieb später der Sohn Ernst Friedrich Mayer (1835–1906), der als Gutsbesitzer, Müller und Getreidehändler Brotmehl-Lieferant der Königlich Bayerischen Armee war, vor allem nach München, Ingolstadt und Augsburg.

## Grabstätte

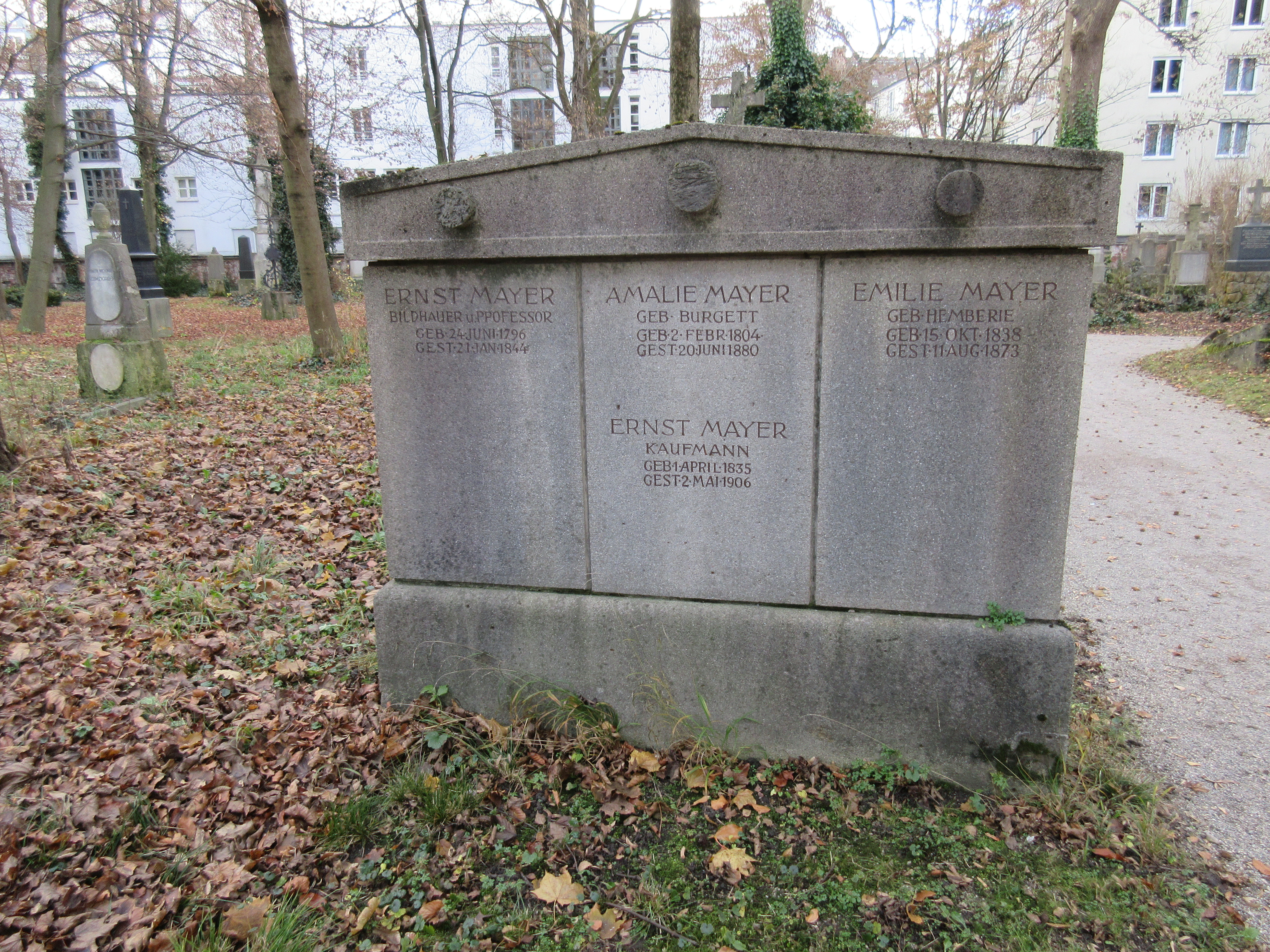
Grab von Ernst Mayer auf dem Alten Südlichen Friedhof in München

Ernst Mayer starb im 47. Lebensjahr am 21. Januar 1844 in München an den Folgen eines Schädelbruchs, den er sich wenige Tage zuvor bei einem Sturz auf Glatteis vor seinem Atelier zugezogen hatte. Die Grabstätte von Ernst Mayer befindet sich auf dem Alten Südlichen Friedhof in München (Gräberfeld 5 – Reihe 15 – Platz 56/57) Standort.
Gemäß Grabinstrift liegen in dem Grab auch die 
- Ehefrau von Ernst Mayer, Amalie Mayer geb. Burgett (* 2. Februar 1804; † 20. Juni 1880)
- sein Sohn Ernst Mayer (* 1. April 1835; † 2. Mai 1906) sowie dessen Ehefrau
- Emilie Mayer geb. Hemberie (* 15. Oktober 1835; † 11. August 1873)[8].

## Schüler
Einer seiner Schüler war Arnold Hermann Lossow (1805–1874), der nach Romaufenthalt (1827–1833) 1834 zu Ludwig von Schwanthaler ging. Mayers Nachfolger an der polytechnischen Schule wurde im Jahre 1846 sein Schüler Johann von Halbig.

## Nachkommen
Ein Enkel Ernst Mayers war der Rechtshistoriker Ernst Mayer, der an der Julius-Maximilians-Universität Würzburg lehrte.

## Werke (Auswahl)
- Stuck-Marmor-Kandelaber im Ludwigsburger Schloss, Abschlussarbeit 1812, vor Ende der Lehrzeit 1813, mit Isopi-Inschrift
- Eisenkunstguss der württembergischen Wappentiere, Löwe und Hirsch, vor dem Neuen Schloss in Stuttgart im Eisenhüttenwerk Wasseralfingen; 958 Arbeitstage mit der Herstellung von verlorenen Formen und Kernen beschäftigt
- Marmorbüste der Königin-Witwe Charlotte Mathilde von Württemberg, in Ludwigsburg 1821
- Zwei Engel am Sockel des Leuchtenberg-Grabmals in der St. Michaelskirche in München (um 1829) – zuvor die ‚Trophäen‘ Helm und Harnisch zu Füßen des Herzogs, noch im Atelier von Thorvaldsen in Rom, 1825
- Dürerbüste zu seinem 300. Todestag 1828, auf dem ‚Stammbuch‘ in der Burg, 1. Preis des Ausschreibens der Stadt Nürnberg
- Drei große und sechs kleine Figuren im Giebelfeld der Münchner Glyptothek (1830–1833)
- Zehn 2,33 m große Malerstatuen aus Abbacher Sandstein für die kriegs- und nachkriegszerstörte Südbalustrade der Alten Pinakothek [Reste der Statuen von Dürer und Jan van Eyck von Ernst Mayer in einem Schuppen am Königsplatz 1a] und eine große Zahl der 96 Maler-Reliefs in den Penditifs der 24 Kuppeln in der nach dem Krieg durch zwei gegenläufige Treppen ersetzten Loggia der Alten Pinakothek; Ausschmückung des Rubens- und des Stiftersaales mit zahlreichen Reliefs in Marmorstuck. Erhalten geblieben lediglich die zwei liegenden Löwen am ehemaligen Haupteingang an der Barer Straße, auf der Treppeneinfassung vor dem Klenze-Portal, die nach 1844 schon Mayers Schüler Halbig zugeschrieben worden sind (Modellier-, Guss-, Ornamentisten- und Bildhauerarbeiten von Ernst Mayer in den Jahren 1830–1838)
- Bildhauer- und Ornamentierungsarbeiten im ehemaligen Münchner Palais des Herzogs Maximilian in Bayern (jetzt Landeszentralbank, Ludwigstra8e 13) 1830, die im Jahr 1937 abgebaut und an unbekannten Ort verlagert wurden
- Marmorbüste von Bertel Thorvaldsen (1832), Mayers Lehrer und Arbeitgeber in Rom, 1821–1825
- Bildhauerarbeiten an zahlreichen Möbeln in den Königszimmern der Residenz (davon etwa 80 erhalten), kriegszerstört der Thronsessel Ludwigs I. und die große Baldachin-Krone darüber, Bildhauerarbeiten von Ernst Mayer in Holz (1834 bis zum 12. Oktober 1835, Datum der Silberhochzeit des Königspaares Therese und Ludwig I.)
- Zwölf Karyatiden, je sechs auf dem West- und auf dem Ost-Balkon, des königlichen Ballsaales der Residenz
- mehrere Grabmäler auf dem südlichen Friedhof in München u. a. für den 1836 an der Cholera verstorbenen Elias Mavromichales, Oberst der Leibgarde Otto I. von Griechenland; links daneben für Leonidas, Sohn des neugriechischen Odysseus und Freiheitskämpfers „Klephthe“
- Großer, reich verzierter Marmor-Sarkophag im Mausoleum des Prinzen Karl von Bayern auf dem Kahlberg in Söcking (Starnberg), 1838, für dessen erste Ehefrau, ihn selbst und auch dessen zweite Ehefrau.
- zweite Marmorbüste für den Gründer des Münchner Botanischen Gartens, Franz von Paula v. Schrank, 1837 (im Botanischen Garten noch zu besichtigen) nach der nicht mehr vorhandenen ersten mit Blumengewinde von 1830
- Kolossalstatuen von Thukydides und Homer (1837), Kopien an der Treppe der Bayerischen Staatsbibliothek München, Originale auf dem Schulhof in Bernau am Chiemsee noch im Freien
- Vier Kandelaber mit Reliefs von zehn Musen in den Sockeln und vier weitere Kandelaber in den Ecken der Walhalla, aus weißem Schlanders-Marmor Laas (Südtirol)
- Marmortisch, mit vier Greifen in den Wangen, für das Besucherbuch in der Walhalla und zwölf Marmor-Sessel, Regensburg
- Bauplastik an Festungsbauten von Ingolstadt: am Cavalier Hepp die Festungsbaumeister Solms zu Münzenberg und Speckle hoch zu Ross; am Cavalier Heideck die Pionier-Generale von Streiter und von Becker; und im Brückenkopf rechts der Donau, im Hauptgesims an der Innenhofseite vom Reduit Tilly, 26 Wasserspeier-Löwenköpfe und ein wagenradgroßes, apotropäisches Medusenhaupt-Medaillon über dem einzigen Eingang zum donauabwärts gelegenen Flankenturm Triva (1833)
- Zwei Königskandelaber, im jetzigen Raum 14 der Residenz, an der ehemals geradläufigen Treppe zu den Königszimmern, um 1835 (Kriegsverlust)
- Achtzehn Medaillons mit 14 Highlights bayerischer Geschichte und den vier menschlichen Kardinal-Tugenden an der Rückwand der neun Loggia-Lunetten auf der Hofgartenseite der Residenz, davon 5 erhalten, u. a. Kaiserkrönung Ludwigs des Bayern in Rom, 1328, über Ausgangstür vom Herkulessaal zur Loggia Herkulessaal, 1838–1839
- Stadtgöttinnen Athena und Roma, darunter jeweils ein Romulus-Remus- und ein Medusa-Medaillon, auf dem ehemaligen Hofgartentor zum Englischen Garten, gegenüber dem Harmlos (1840)
- Denkmal für Johann Georg Heine (1841), vor der Aussegnungshalle des Alten Friedhofs in Würzburg, 1904 von Heines Grab an den jetzigen Aufstellungsort verbracht[9]

## Bildergalerie

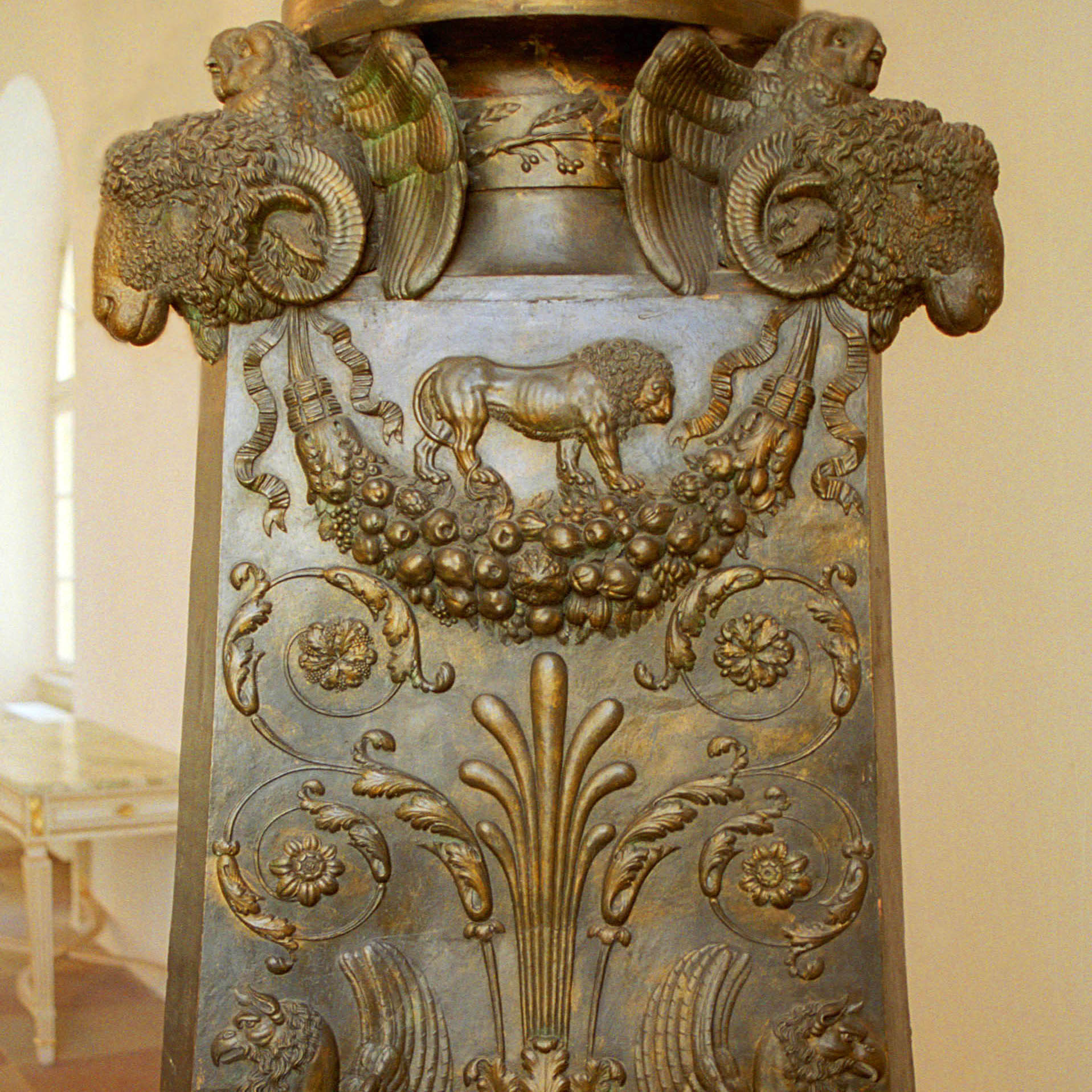
Detail von Mayers „Gesellenstück“, dem Kandelaber in Ludwigsburg
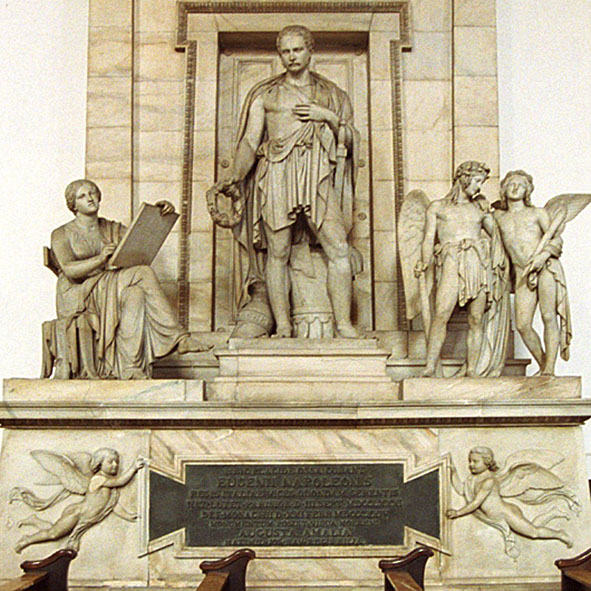
Trophäen und zwei Engel am Sockel des Grabmals für Eugène de Beauharnais
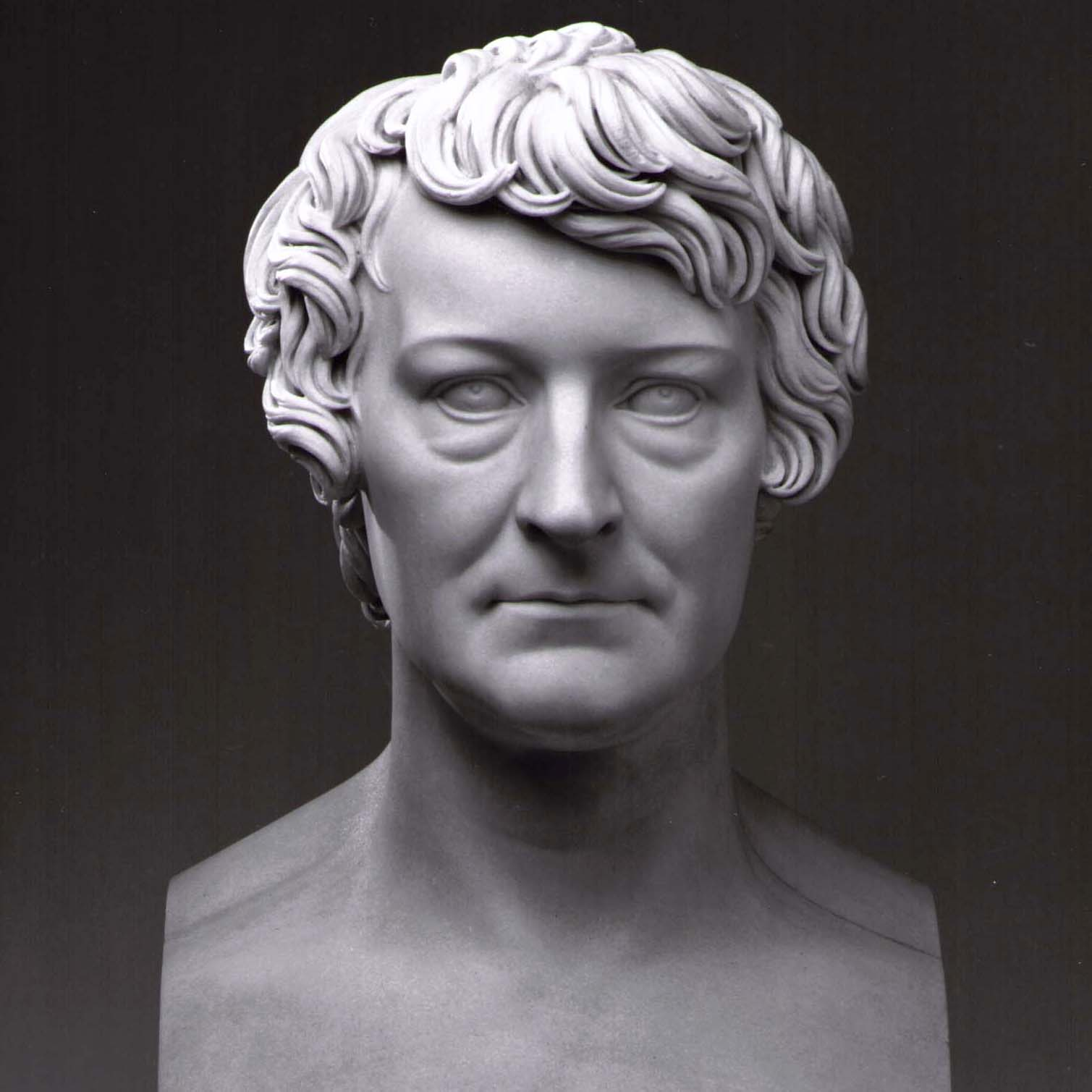
Bertel Thorvaldsen, Büste von Ernst Mayer
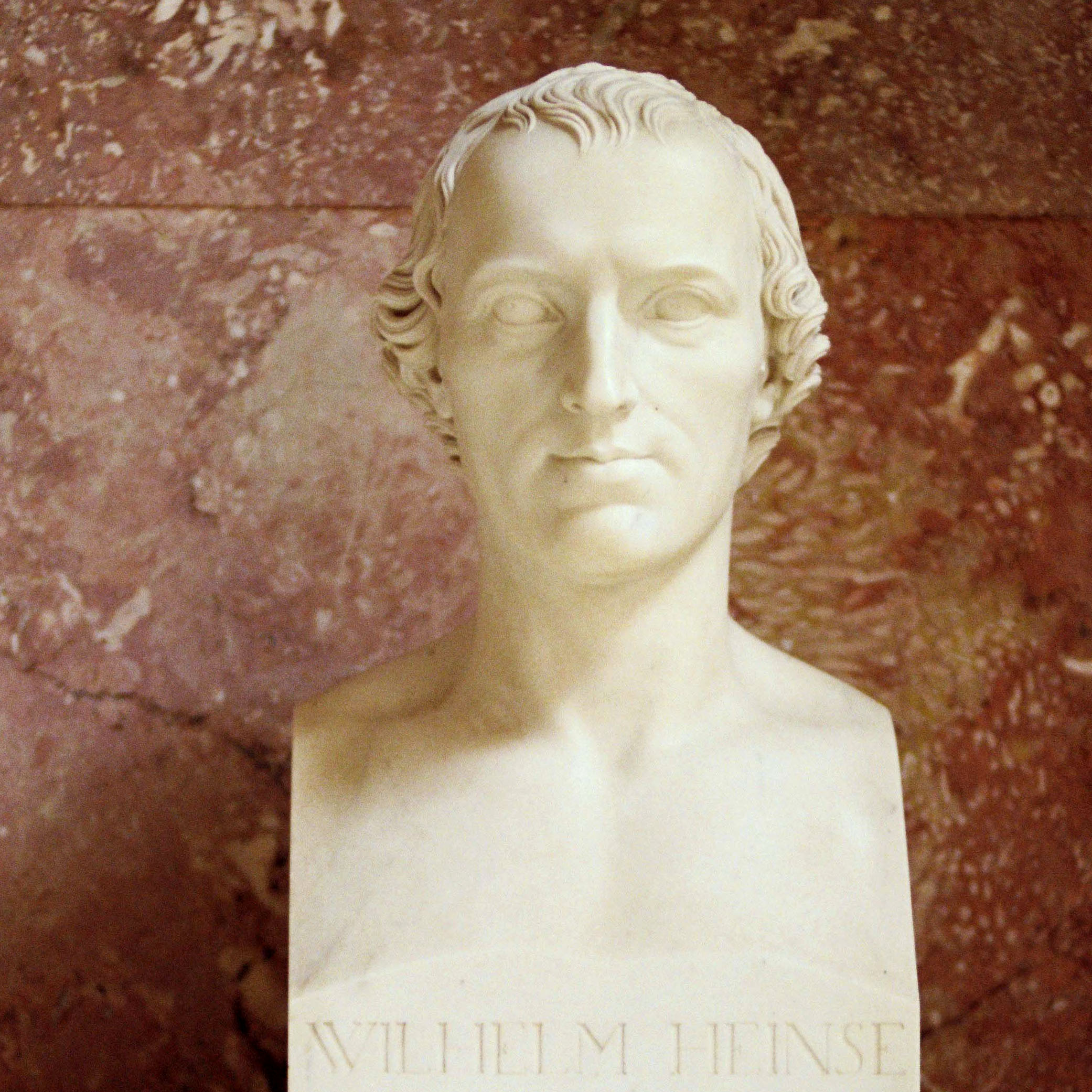
Wilhelm-Heinse-Büste von Haller und Ernst Mayer
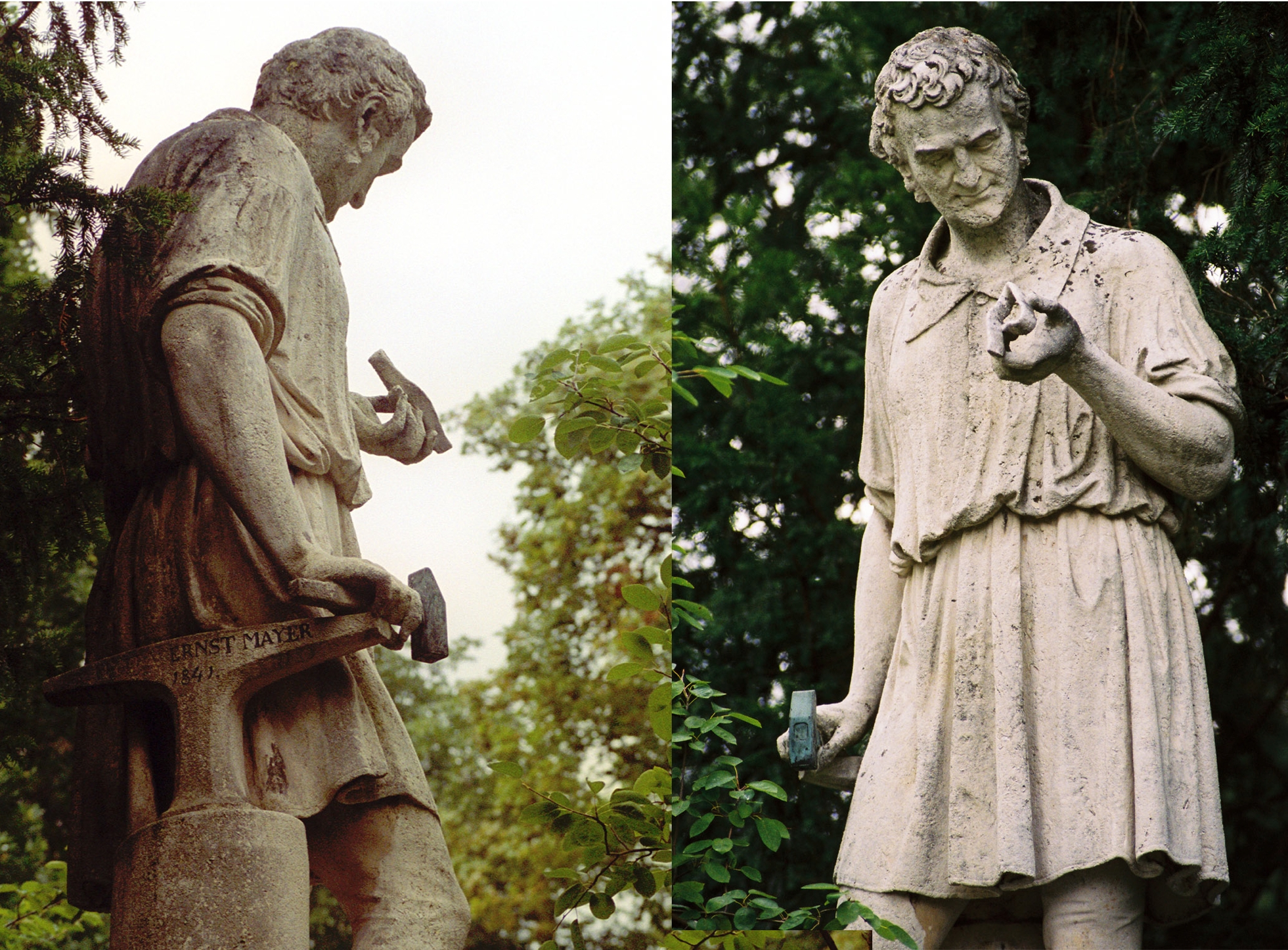
Johann Georg Heine-Denkmal in Würzburg
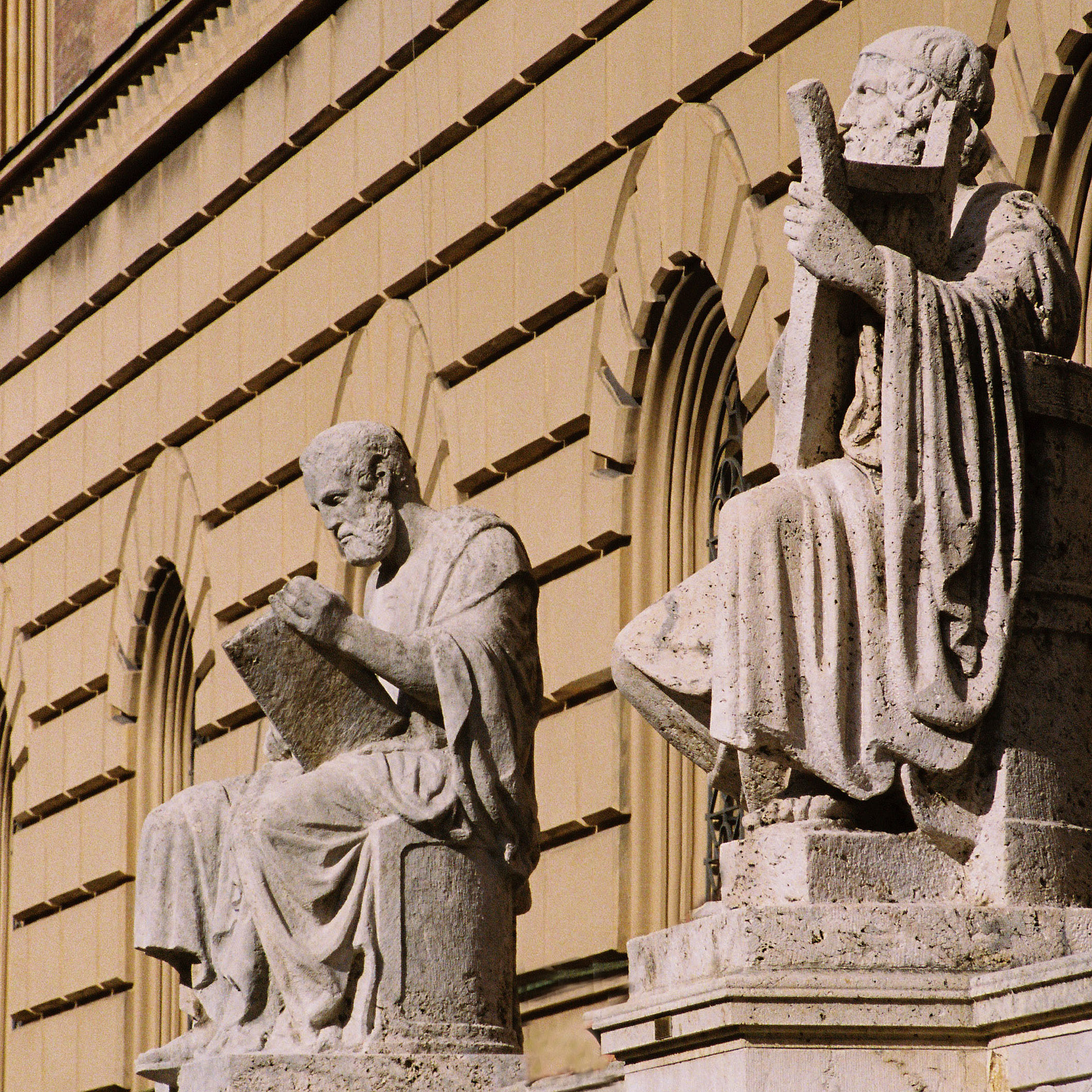
Kopien der Mayer-Statuen von Thukydides und Homer
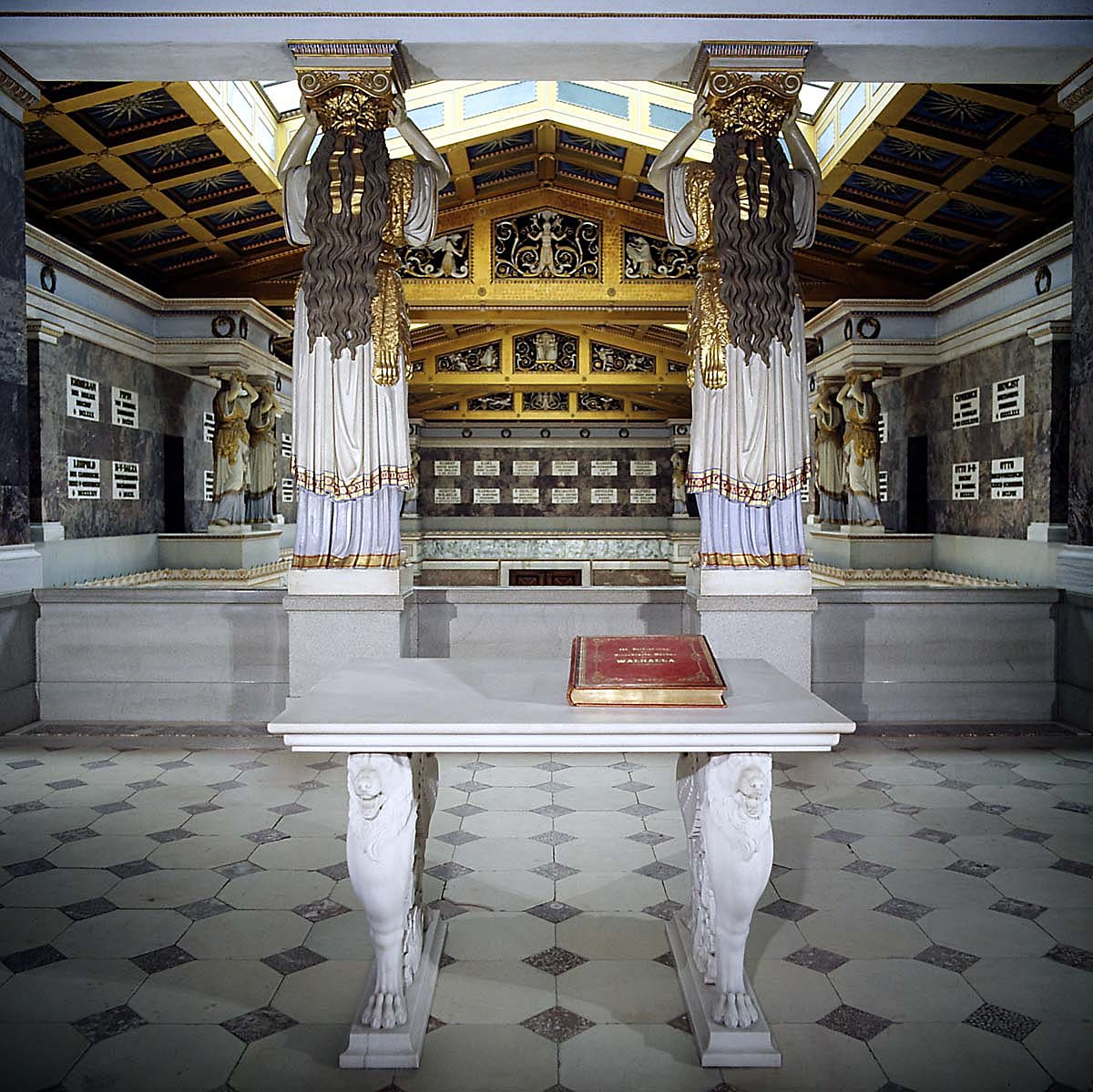
Marmortisch mit dem Besucherbuch auf der Empore der Walhalla
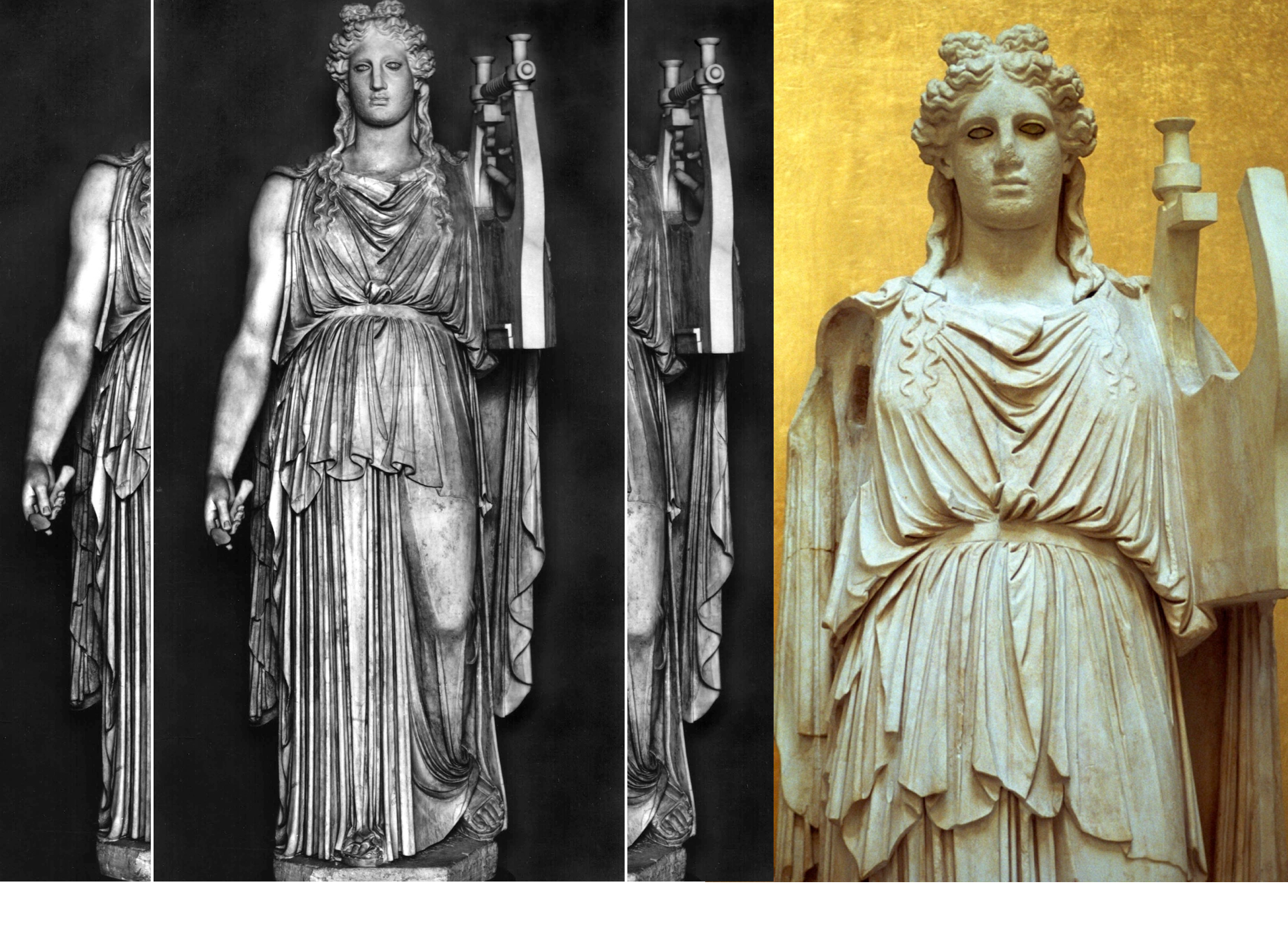
Mayers Ergänzungen des Apoll Barberini (1827, links) – 140 Jahre später entfernt, „purifiziert“ (1967, rechts)
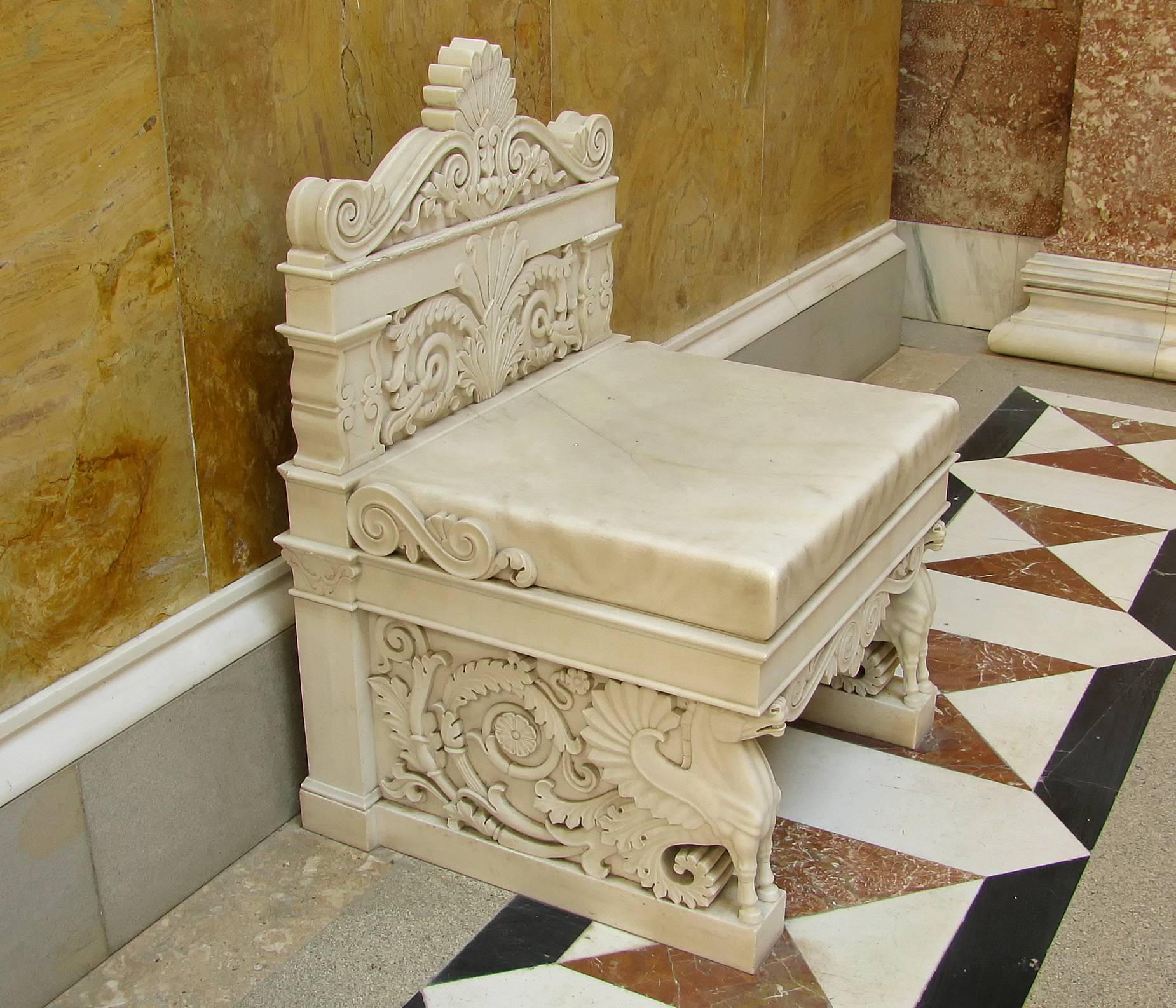
Eine der 8 Marmorbänke und 4 Sessel der Walhalla
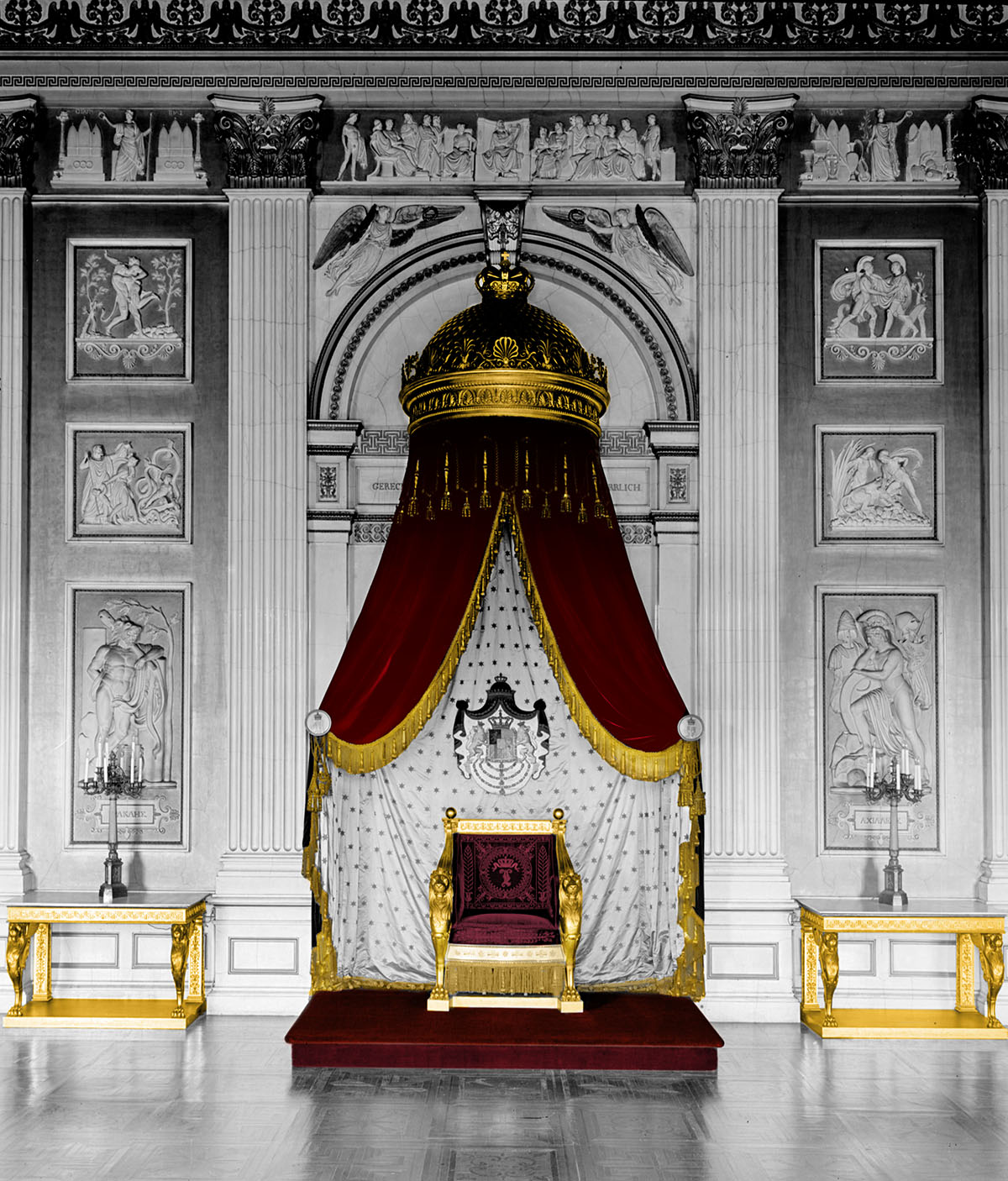
Thronsessel Ludwigs I. (Kriegsverlust) Baldachin-Kuppel und 2 Konsoltische mit 4 Löwen-Tischbeinen
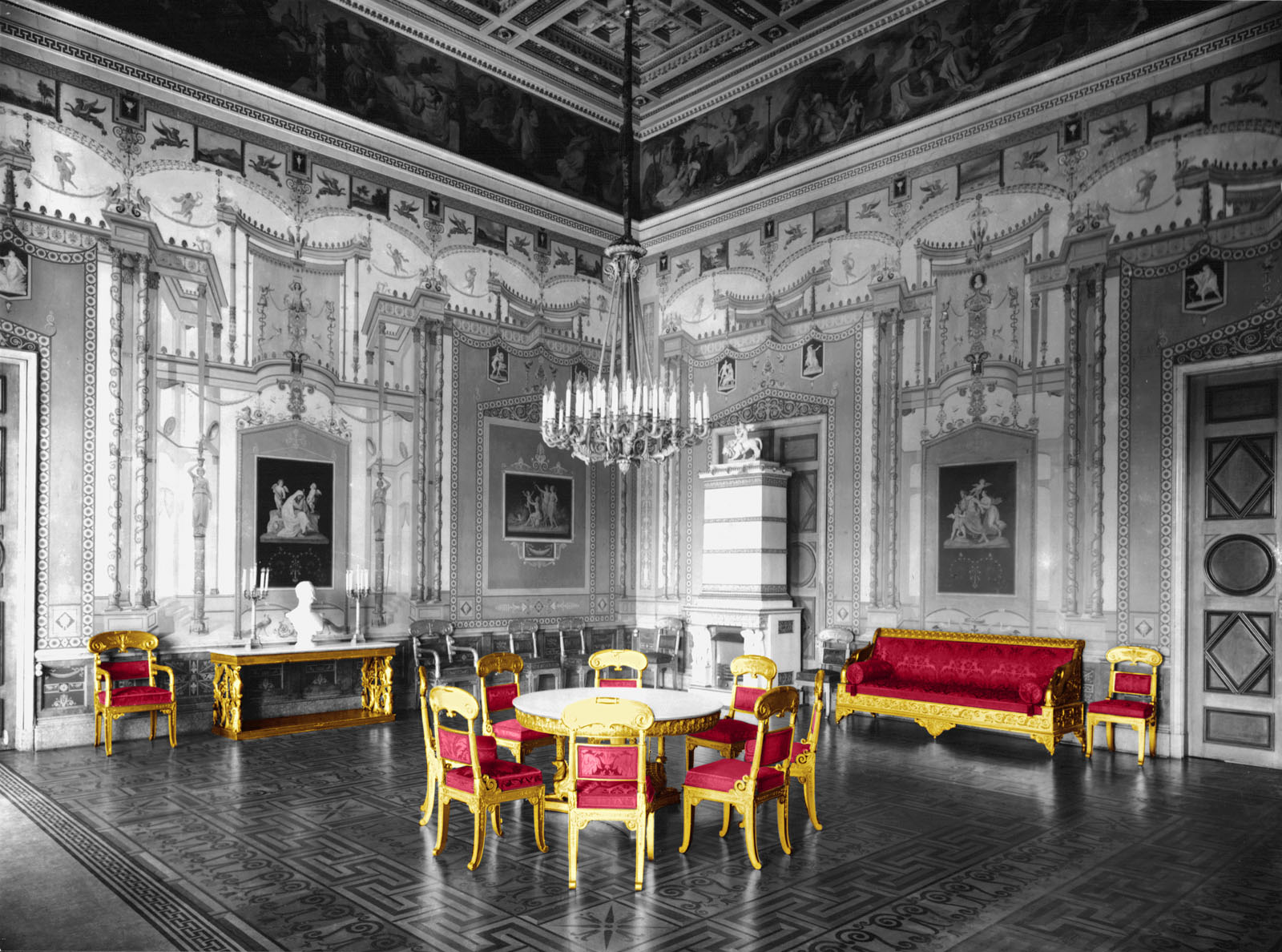
Möbel im Salon Königin Therese: Konsoltisch, Kanapee, Stühle, Sessel, Rundtisch (Kriegsverlust)
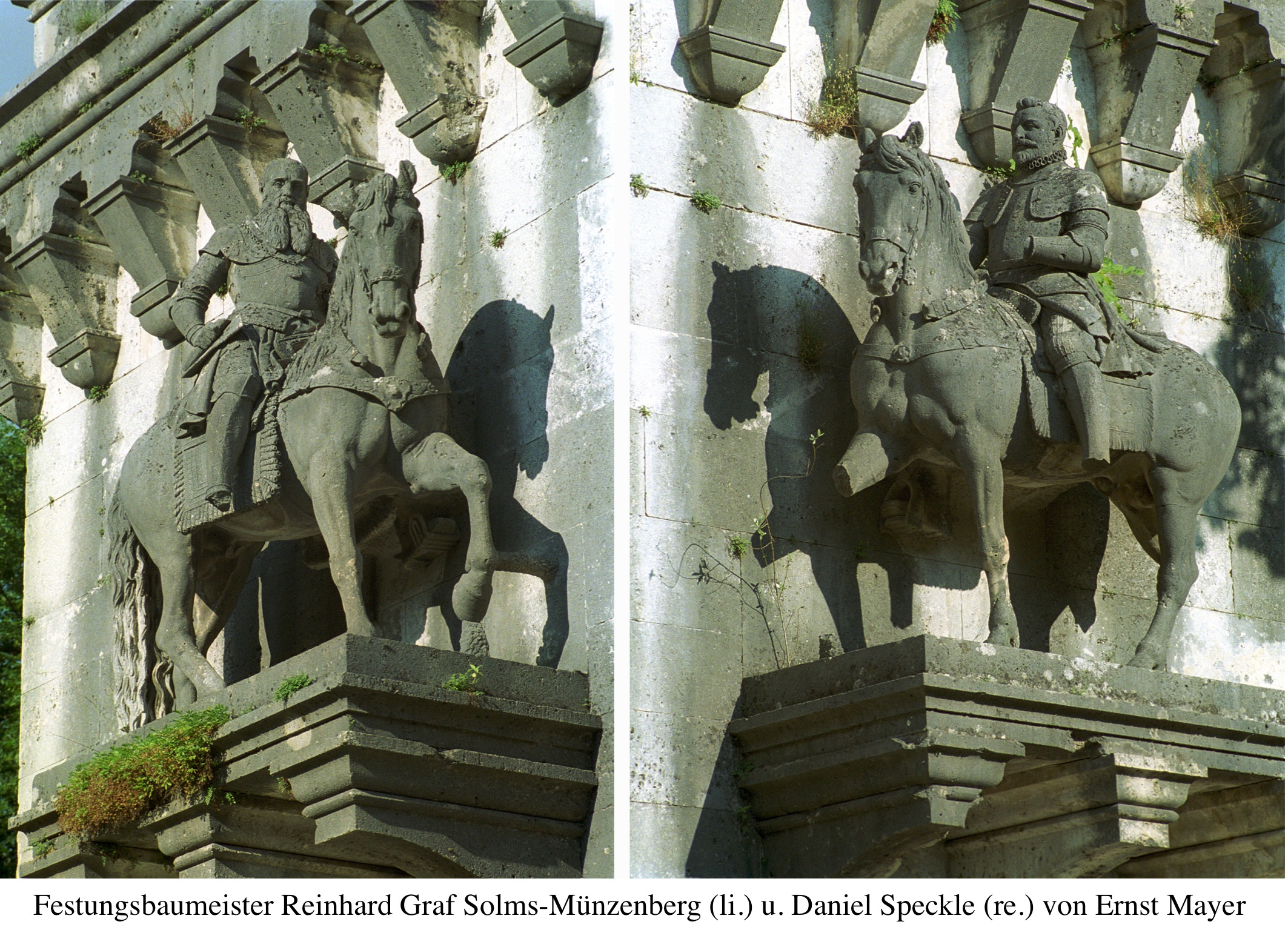
Reiterstatuen am Kavalier Hepp in Ingolstadt
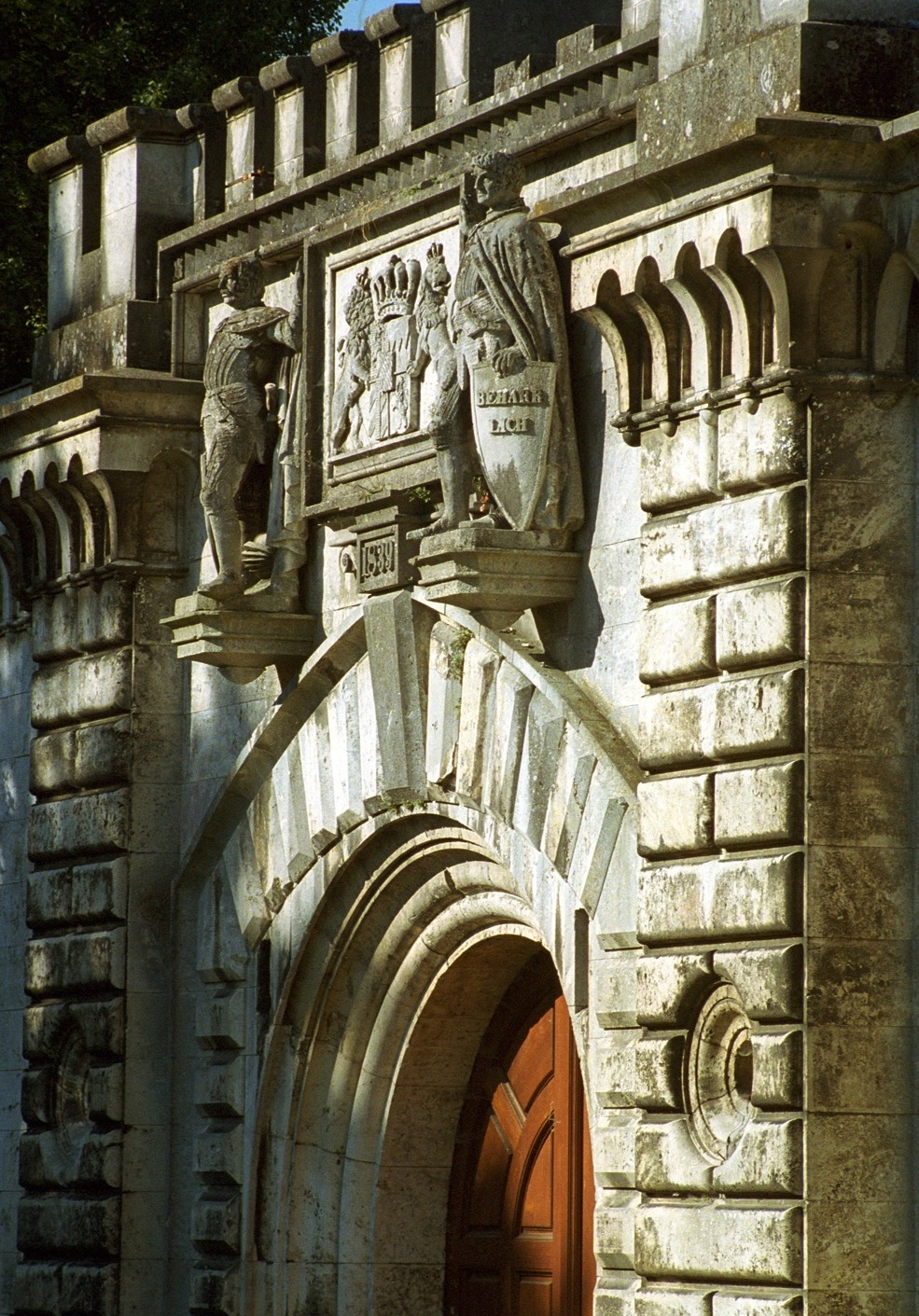
Festungstor am Kavalier Heydeck in Ingolstadt
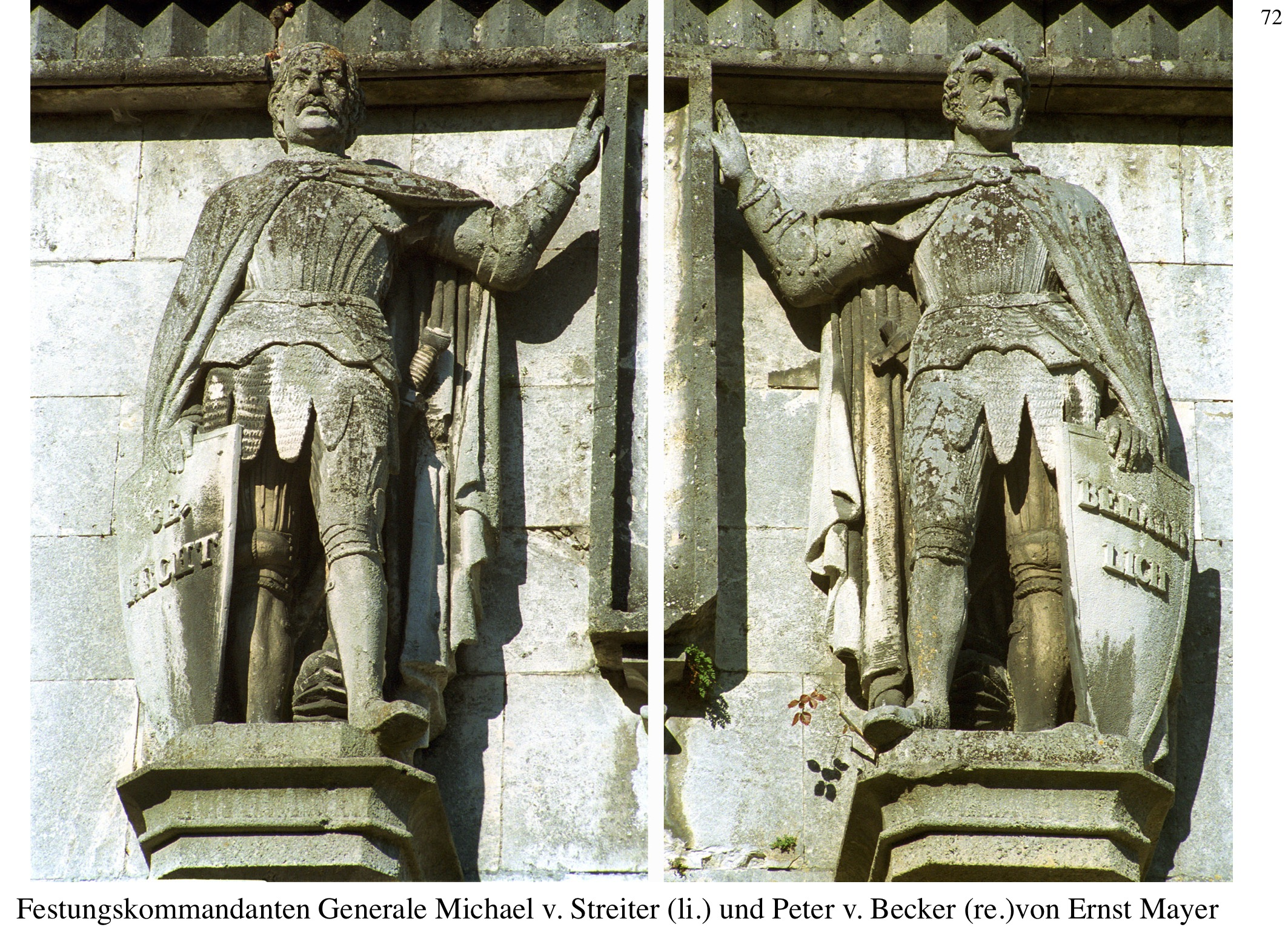
Festungskommandanten Streiter und Becker am Kavalier Heydeck in Ingolstadt
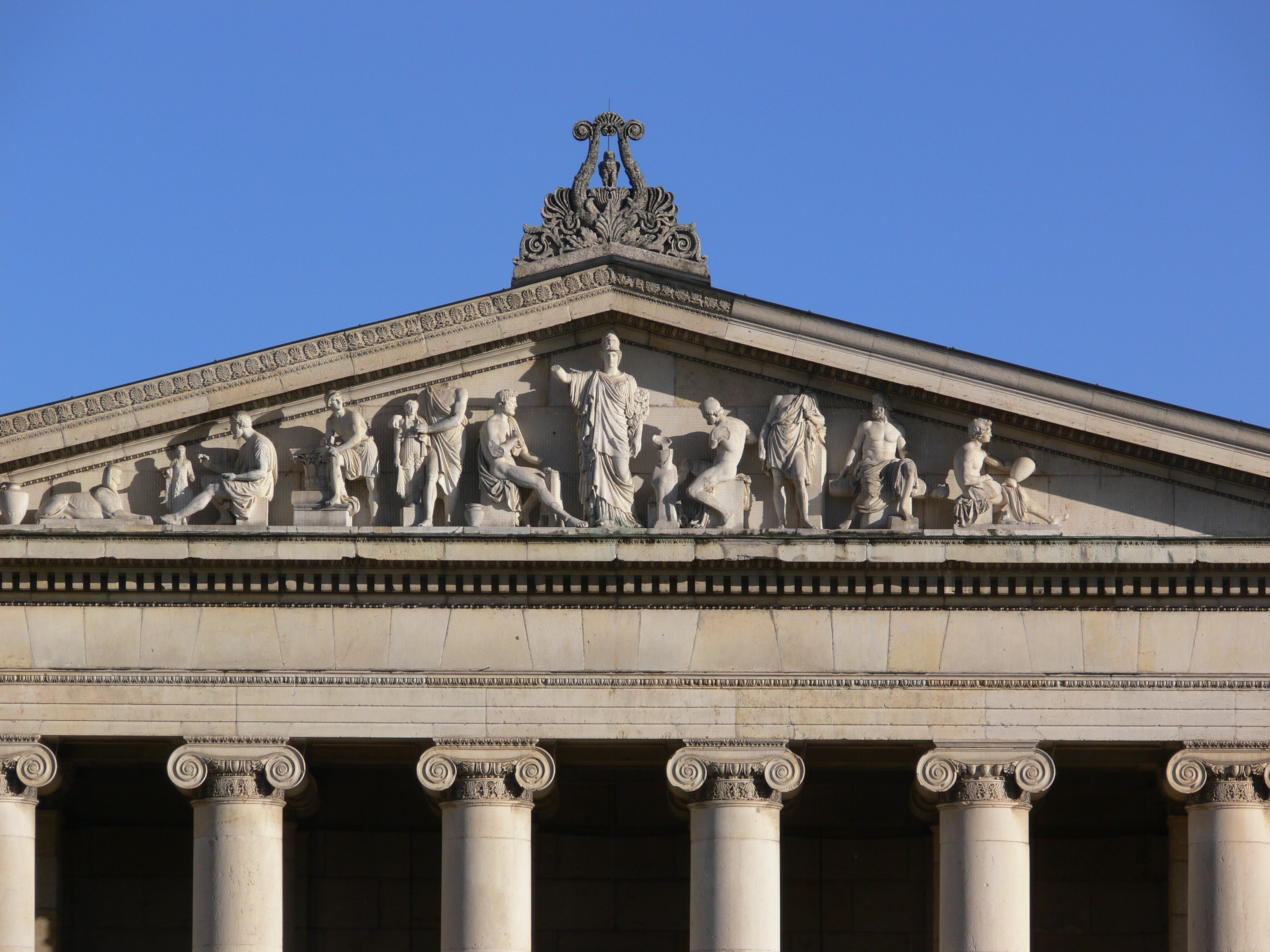
Giebel der Glyptothek in München